# Cephalaria fragosoana
Cephalaria fragosoana är en tvåhjärtbladig växtart som beskrevs av Carlos Pau. Cephalaria fragosoana ingår i släktet jätteväddar, och familjen Dipsacaceae. Inga underarter finns listade i Catalogue of Life.